# Zinne

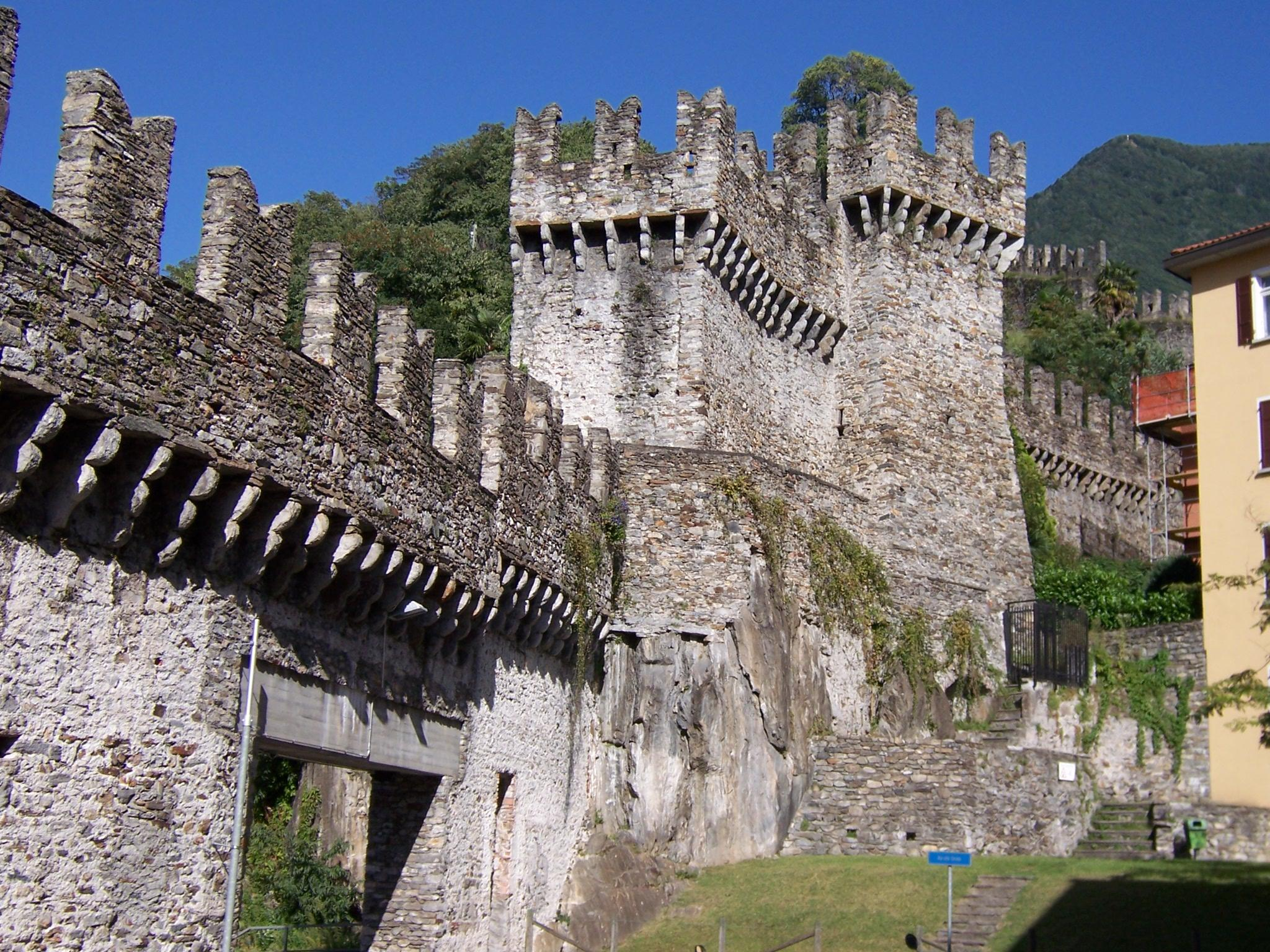
Die mit Schwalbenschwanzzinnen gekrönte Stadtmauer von Bellinzona

Die Zinne (von althochdeutsch zin ‚Stab‘) ist ein gemauerter Aufsatz auf einer Brustwehr. In ihrer ursprünglichen Funktion diente die ungefähr mannshohe Zinne dazu, einem dahinter auf einem Wehrgang oder einer Wehrplattform stehenden Verteidiger Deckung gegen feindliche Fernwaffen zu geben. Die zwischen den Zinnen liegenden Lücken (auch als Zinnenfenster oder -scharten bezeichnet) reichen innenseitig bis auf die Höhe einer Brüstung hinab und erlauben den Verteidigern Zugriff auf das Schussfeld. Sie wurden manchmal mit hölzernen Klappladen, den sogenannten Schartenladen, geschlossen. Zinnenfenster waren immer mindestens so breit, dass sich ein Bogen- oder Armbrustschütze unbeengt darüber hinauslehnen konnte, während die Breite einer einzelnen Zinne zwischen 0,76 und 2,35 Meter schwankte und ihre Höhe zwischen einem und zwei Metern betrug. Wenn eine Mauer auf ihrer gesamten Länge mit Zinnen besetzt ist, spricht man von einem Zinnenkranz.
Zinnen wurden in Antike und Mittelalter oft an Befestigungsanlagen wie Stadtmauern oder Burgen eingesetzt. Im Mittelhochdeutschen wurden sie auch mit Wintberge bezeichnet. Sie waren aber nicht nur wehrhafte Bauteile, sondern auch Bedeutungsträger und herrschaftliche Symbole. Der Zinnenkranz einer Wehranlage galt lange Zeit als weithin sichtbares Zeichen der hohen gesellschaftlichen Stellung der Burgbesitzer, weil diese ihren Sitz bewehren durften. Daher sind Zinnen in der Heraldik, also als Elemente in Wappen, anzutreffen (als Zinnenbalken oder in einer Mauerkrone).

## Geschichte

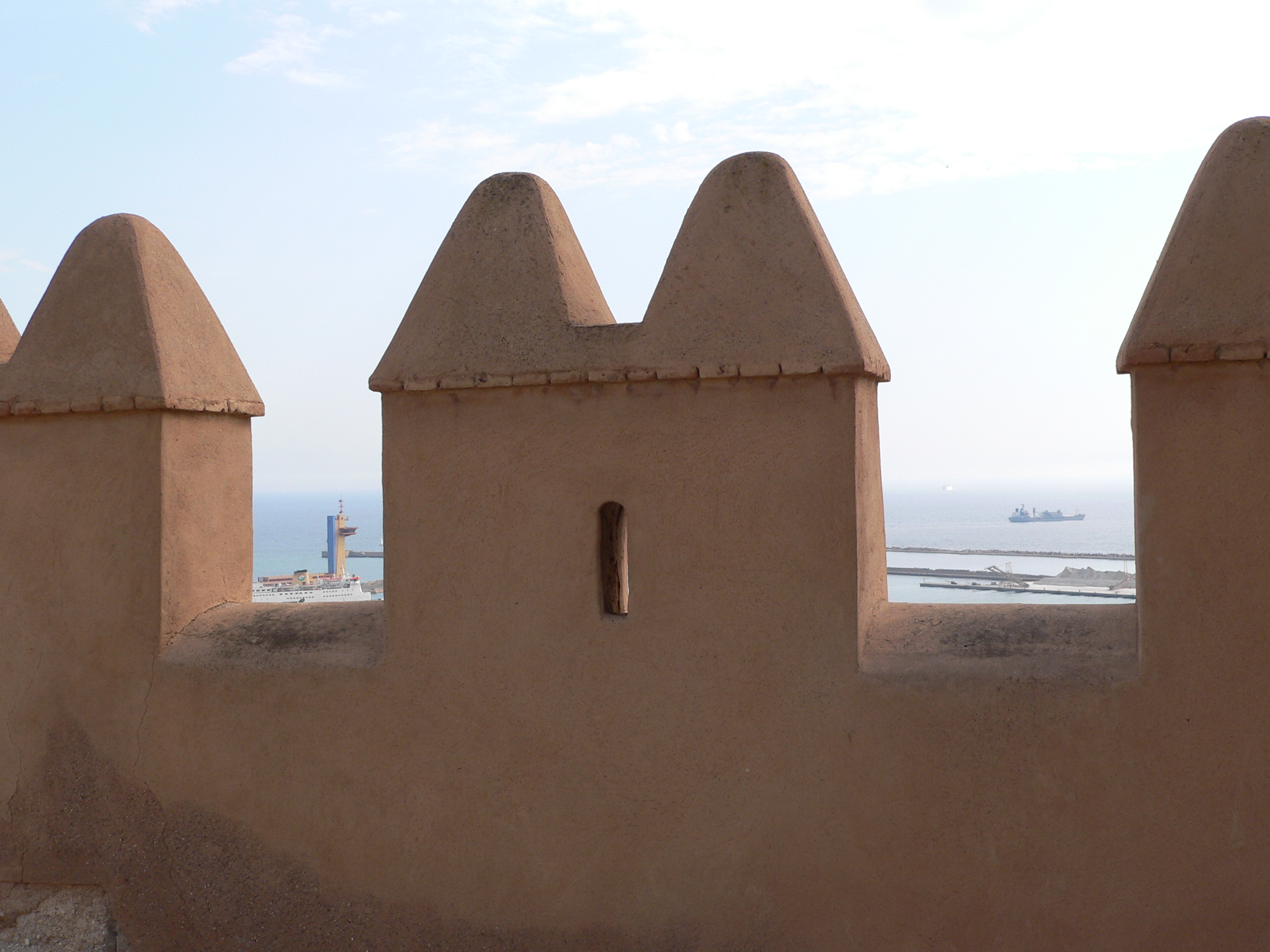
Zinnen der Alcazaba in Almería

Die ursprüngliche Form der Zinnen bestand aus quaderförmigem Mauerwerk mit nahezu ebenso breiten Zwischenräumen. Die Oberseite der Zinnen sowie die Sohle der Scharten waren anfangs grundsätzlich waagerecht. Ursprünglich war der Zwischenraum weitaus größer, da man nicht nur mit der Armbrust und dem Bogen durch sie hindurchschoss, sondern hier auch Wurfmaterial auf die Angreifer hinabwarf. Die Erfindung der Maschikulis am Fuß der Brüstung ließ es zu, engere Schießscharten zu bauen, die sich nicht selten auch zusätzlich in den Zinnen selber befanden.
Im Laufe des 13. Jahrhunderts (Hochmittelalter) begann man, die Zinnen sowie die Sohle der Scharten abgewässert zu bauen. Das heißt, sie wiesen schräg nach unten oder waren nach innen und außen abgedacht. Jedoch schon seit dem 12. Jahrhundert wurden die Wehrgänge und somit auch die Zinnen mit einem hölzernen Schutzdach bedeckt oder als Galerie ausgeführt, um den Verteidigern Schutz von oben zu geben. Die Zinnen verloren somit im Laufe der darauffolgenden Jahrhunderte an Bedeutung. Die Gestaltung der Schießscharten und Maschikulis nahmen parallel an Vielfalt zu.
Zinnen und Maschikulis wurden später, als sie kaum mehr militärische Bedeutung hatten, in der Architektur der frühen Neuzeit bis hin zur Neugotik des 19. Jahrhunderts zu beliebter Dekoration. Häufig waren diese Zierzinnen weit weniger groß als die mittelalterlichen Originale.

## Zinnenformen
Die rechteckige Breitzinne wurde üblicherweise in der römischen Architektur verwendet, während Stufenzinnen schon auf altassyrischen Darstellungen zu finden und somit eine ältere Form sind. Die Rundbogenzinne (auch kurz Bogenzinne genannt) gehört ebenso zu den in der Neuzeit in Mode gekommenen Zierzinnen wie die Karniesbogenzinne. Hingegen gehören klassische Rechteckzinnen, Schwalbenschwanzzinnen und die vor allem im arabischen Raum verbreitete Kielbogenzinne zu den im Mittelalter üblichen Bauteilen mit tatsächlicher Wehrfunktion. Die Zinnen in Form eines Sägezahns sind wiederum eine Bauform, die rein dekorativen Zwecken diente. Wenn eine Zinne durch ein Sattel-, Pult- oder Zeltdach abgeschlossen wurde, wird sie mit Dachzinne bezeichnet. Solche dachförmigen Abschlüsse werden Zinnendeckel genannt.
Die Annahme, die Form der Zinnen habe einst etwas über den Besitzer der Anlage aussagen können, ist jedoch falsch. Angeblich bevorzugten die kaisertreuen Ghibellinen im mittelalterlichen Italien schwalbenschwanzförmige Zinnen, während die Anhänger des Papstes – die Guelfen – mehr den Rechteckzinnen zugetan gewesen sein sollen. Allerdings ist die Form der Schwalbenschwanzzinne viel älter als der guelfisch-ghibellinische Streit, und es gibt Bauten, an denen sowohl Welfen- als auch Ghibellinenzinnen vorkommen.
Die in ihrer Frühzeit zum Teil von Byzanz beeinflusste Architektur des westlichen Islam zeigt häufig abgestufte oder abgetreppte Zinnen, während die für Wehrbauten im persisch-indischen Raum typischen Zinnen schildförmig und sehr eng nebeneinander gestellt sowie oft ornamentiert sind.

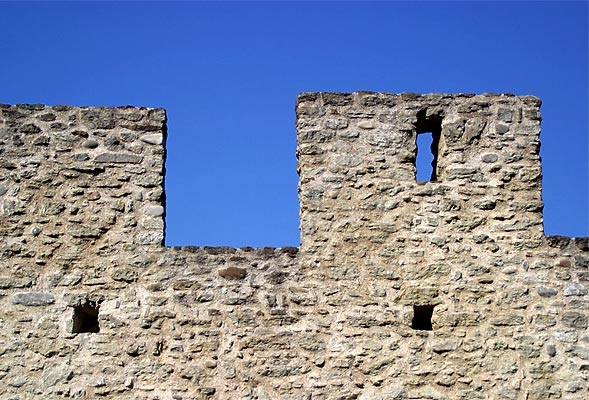
Rechteckzinnen auf der Stadtmauer von Lenzburg
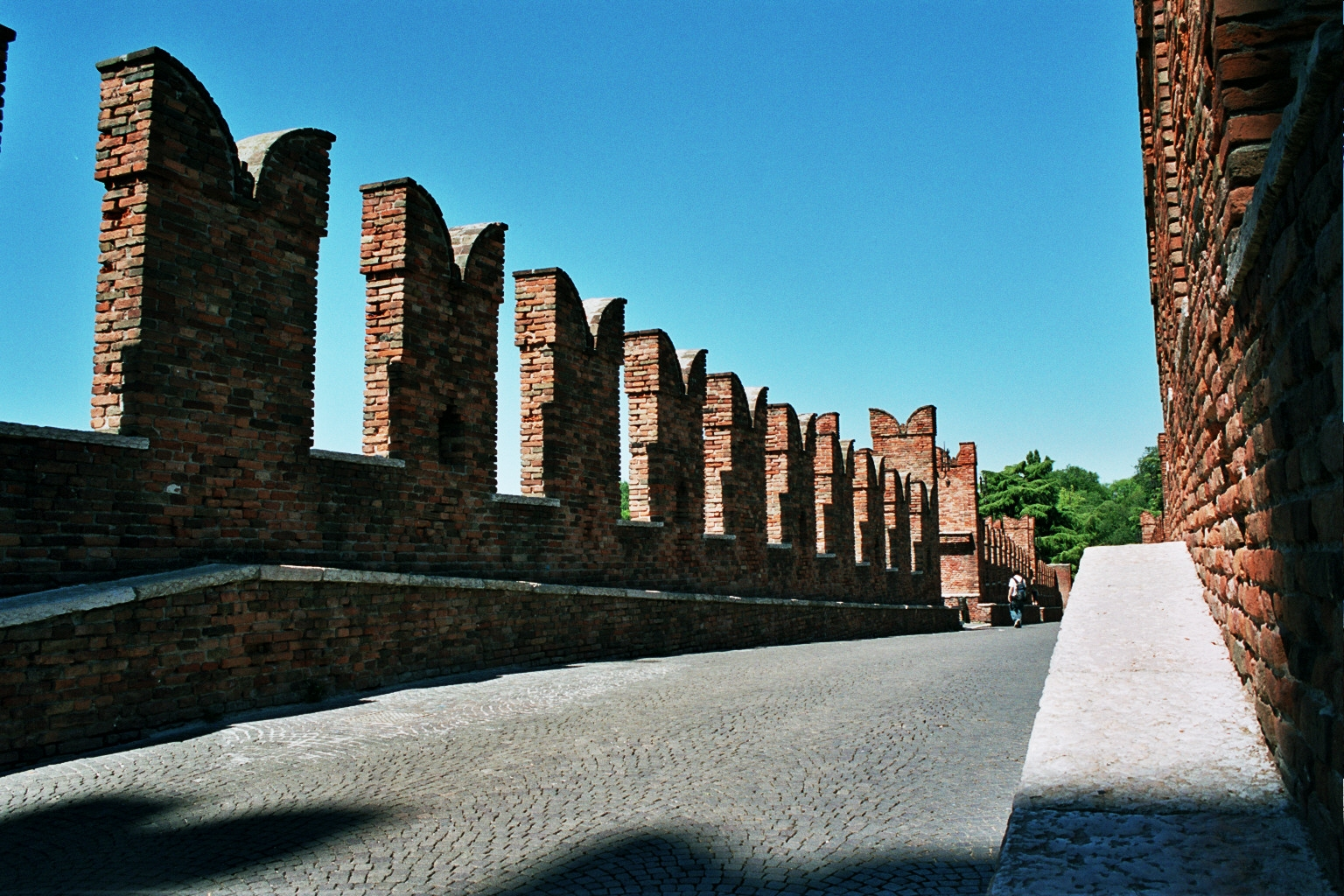
Schwalbenschwanzzinnen auf der Ponte Scaligero
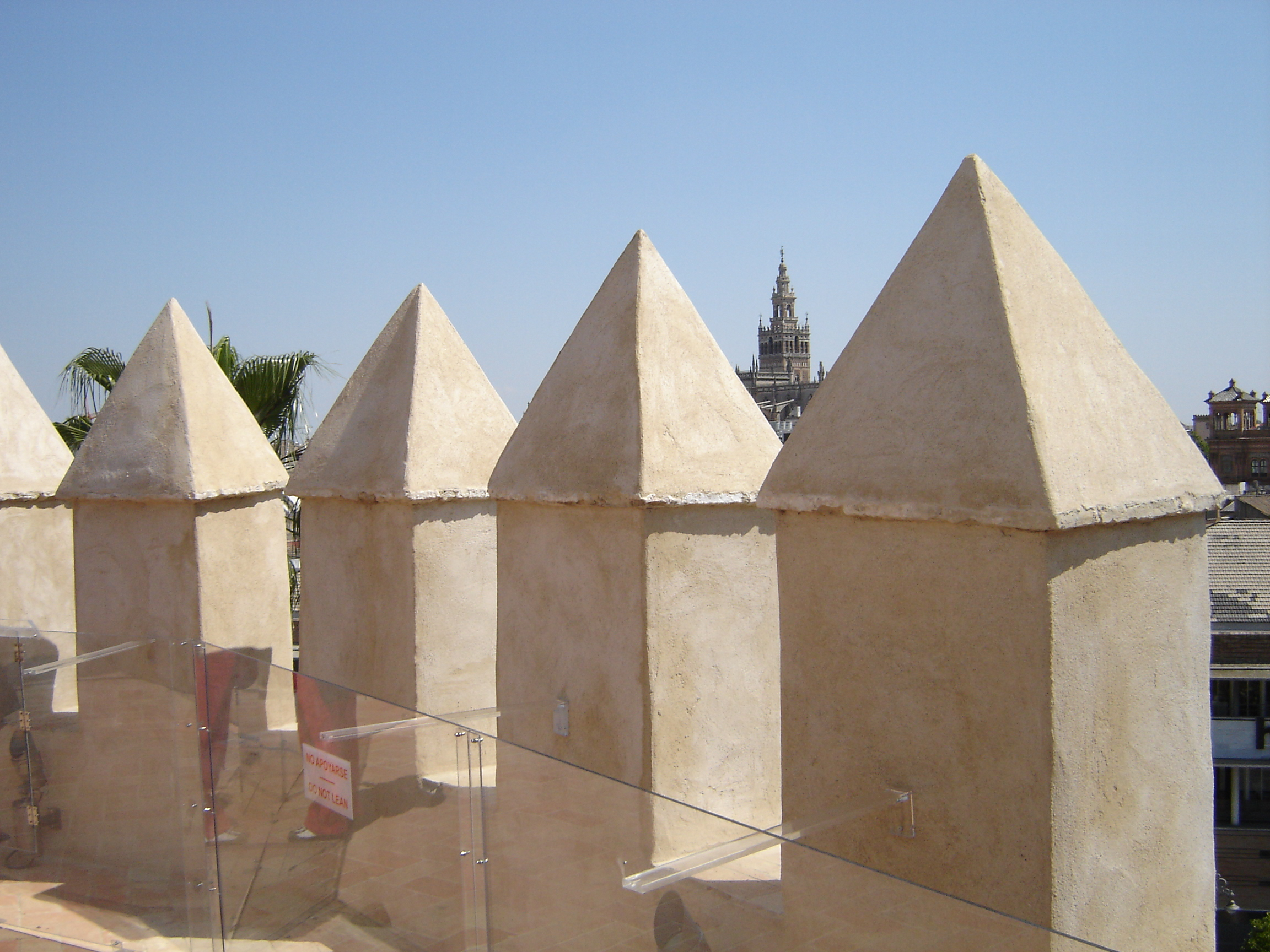
Dachzinnen mit Zeltdach am Torre del Oro in Sevilla
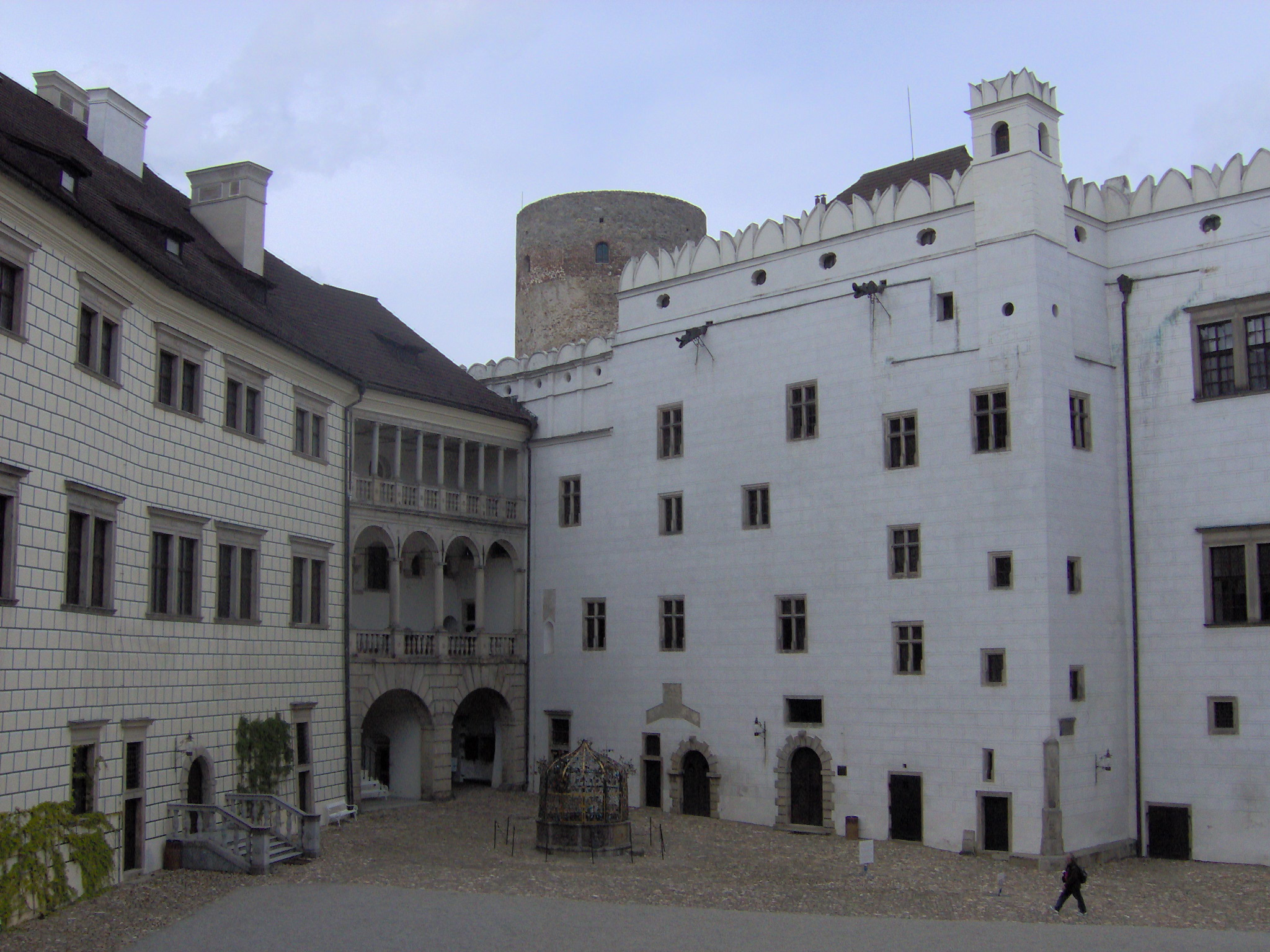
Sägezahnzinnen am Schloss Jindřichův Hradec
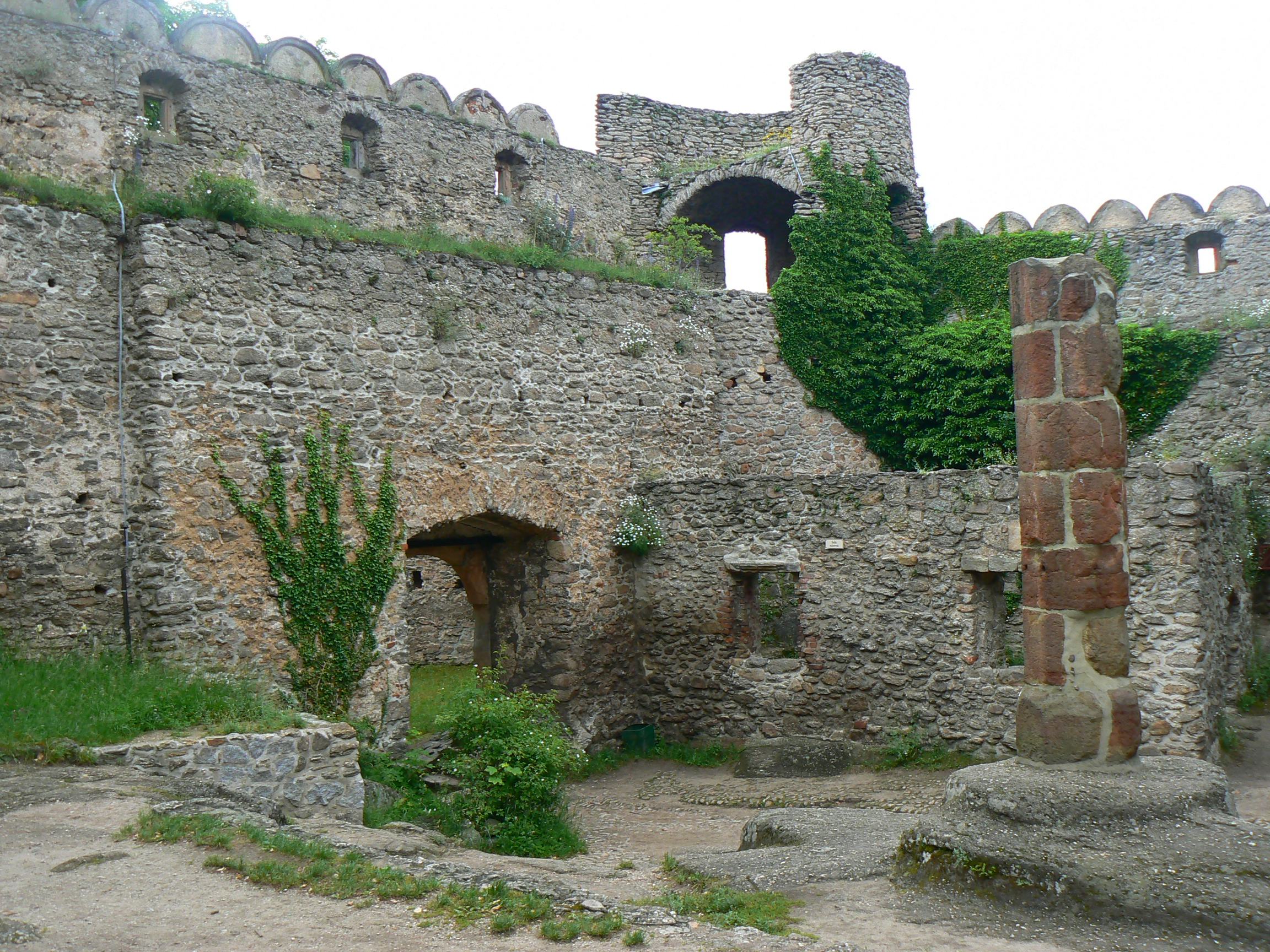
Rundbogenzinnen an der Burgruine Chojnik
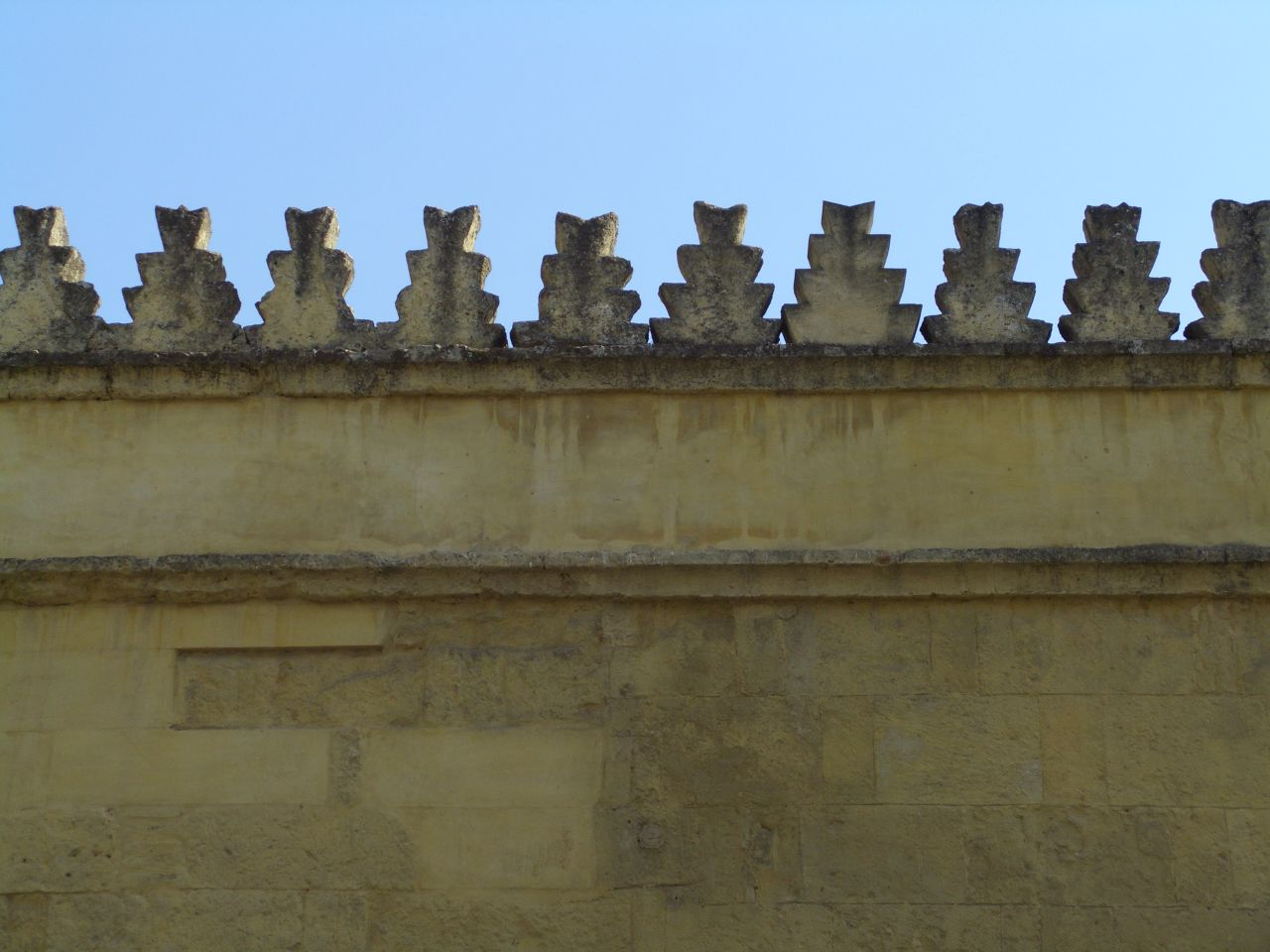
Abgestufte Zinnen an der Mezquíta de Córdoba
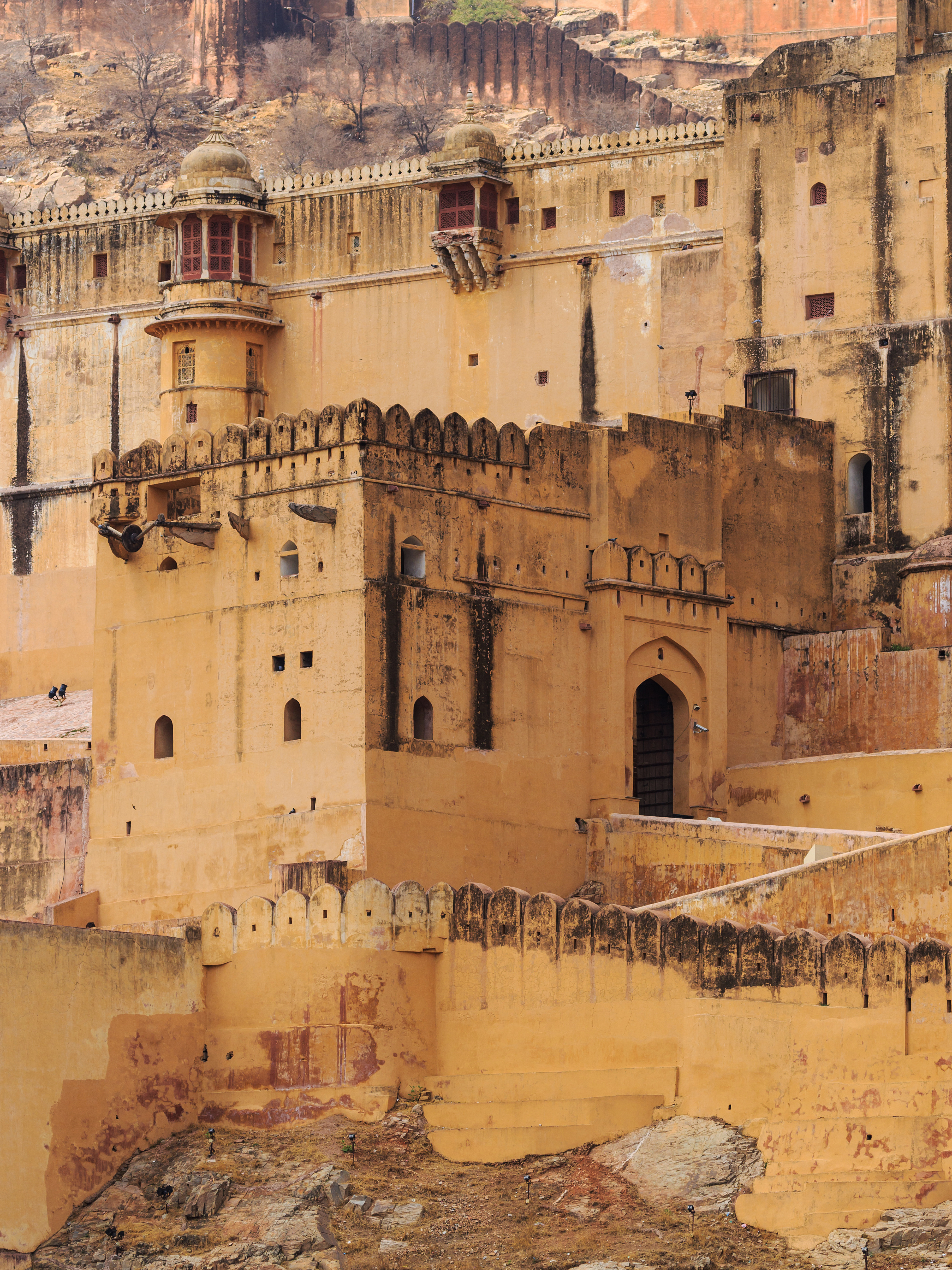
Schildförmige Zinnen am Amber-Fort, Jaipur, Indien
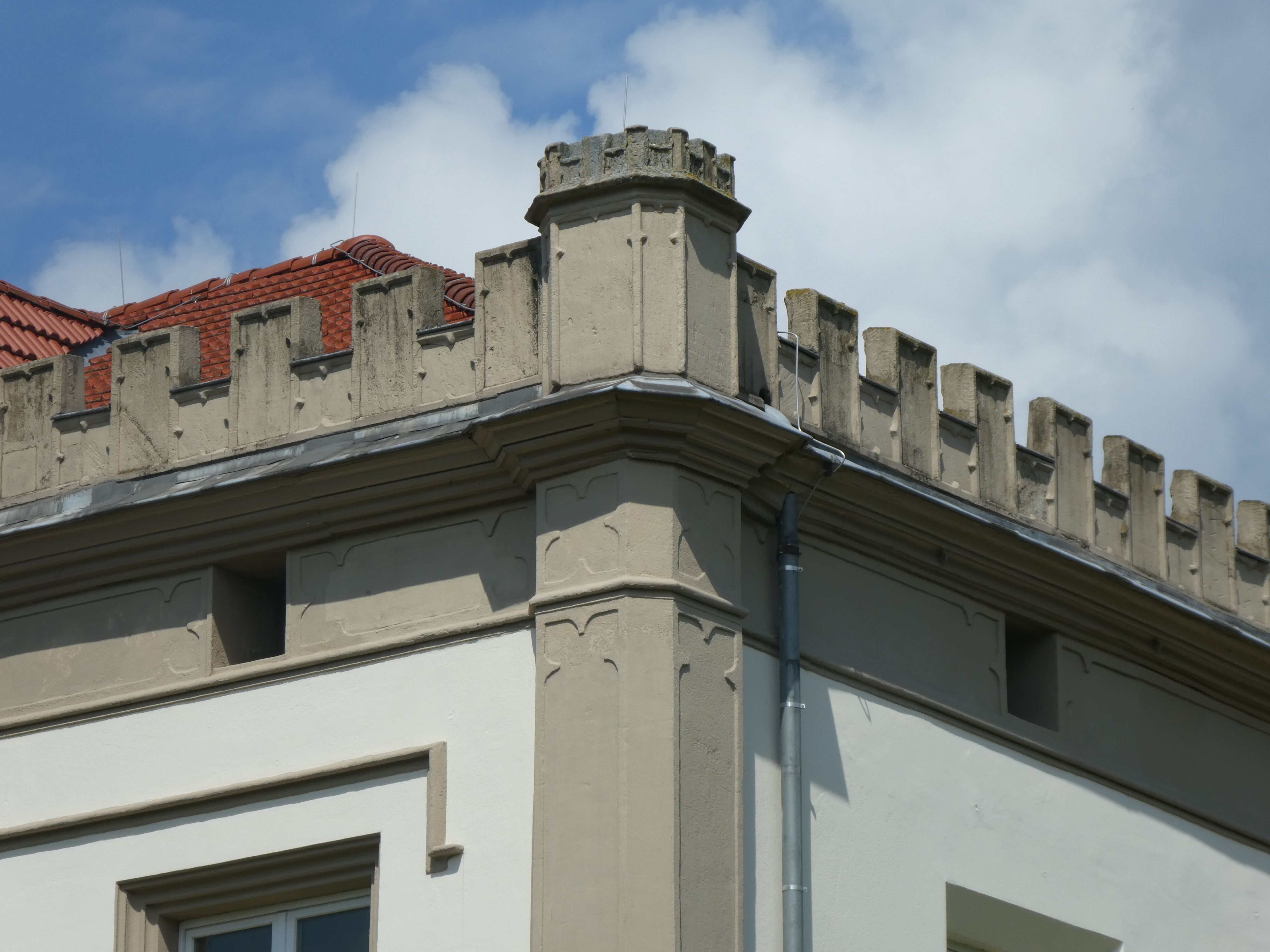
Neugotischer Zinnenkranz (Göttingen, Weender Landstraße 14, erbaut 1852[3])